# Krzysztof Oset
Krzysztof Oset, pseud. Fazee (ur. 16 sierpnia 1961 roku w Milowicach, obecnie dzielnica Sosnowca) – polski muzyk, basista. Były członek zespołu Kat.
Zaczynał grać w thrashmetalowym zespole Kill off. Do Kata trafił tuż po Jacku Regulskim (którego znał już wcześniej), zaproszony przez gitarzystę, Piotra Luczyka.
Po rozpadzie w 1999 roku dołączył do projektu Alkatraz, w którym brał również udział wokalista zespołu, Roman Kostrzewski i nagrał wraz z nim płytę. Do Kata wrócił w momencie reaktywacji w 2002 roku. W 2014 roku zastąpił go w zespole Adam „Harris” Jasiński.
Pracuje również jako menedżer i naukowiec w jednym z instytutów badawczych oraz jest właścicielem prywatnej firmy z branży informatyczno-elektronicznej.

## Dyskografia
KAT
- Bastard (1992, Silton)
- Ballady (1993, Stuff)
- ...Róże miłości najchętniej przyjmują się na grobach (1996, Silverton)
- Szydercze zwierciadło (1997, Silverton)
- Mind Cannibals (2005, Mystic Production)